# Dichromadora scandula
Dichromadora scandula is een rondwormensoort uit de familie van de Chromadoridae. De wetenschappelijke naam van de soort is voor het eerst geldig gepubliceerd in 1966 door Lorenzen.